# Hjortens udde

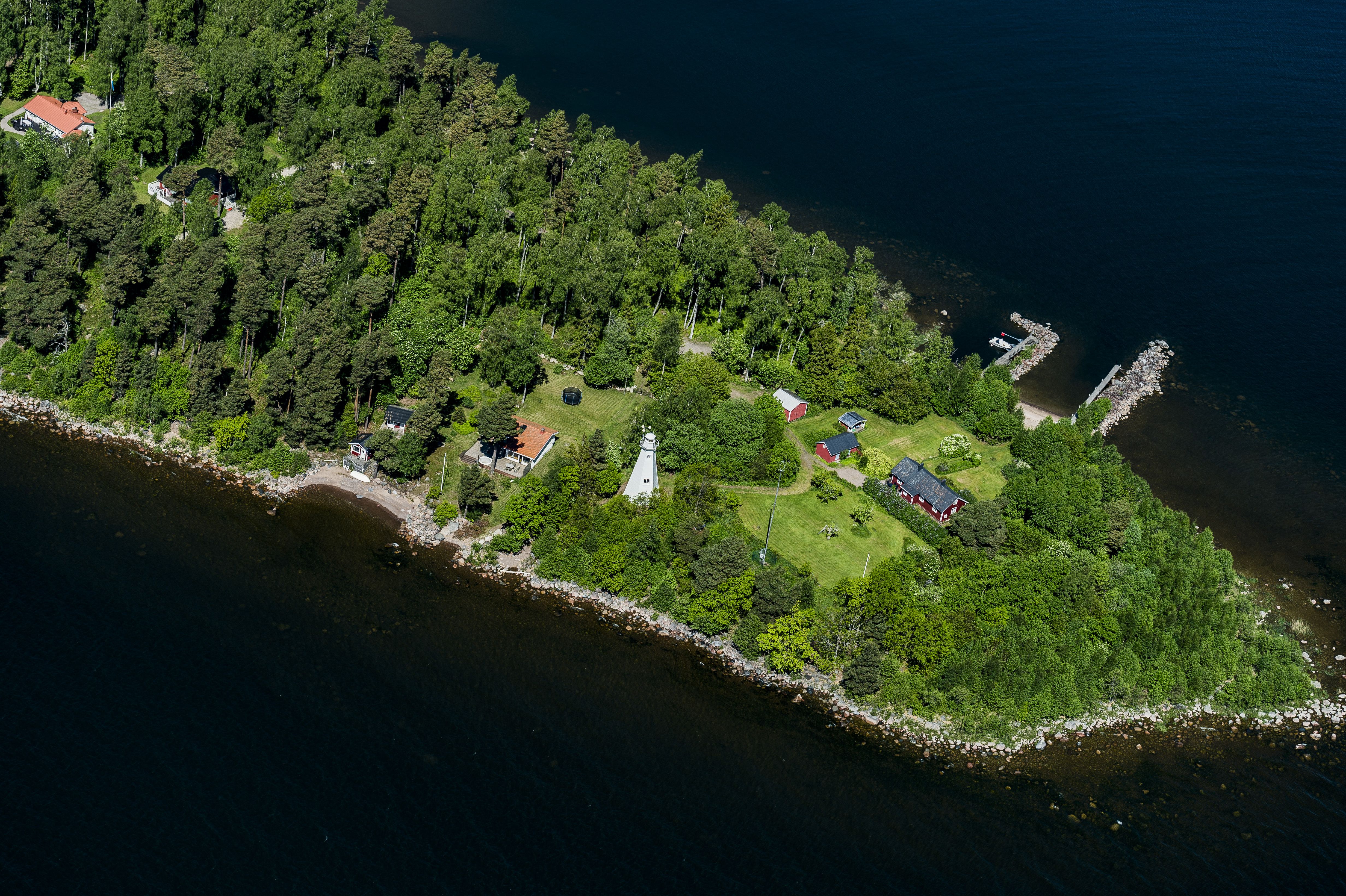
Flygfoto från 2014 över Hjortens udde.

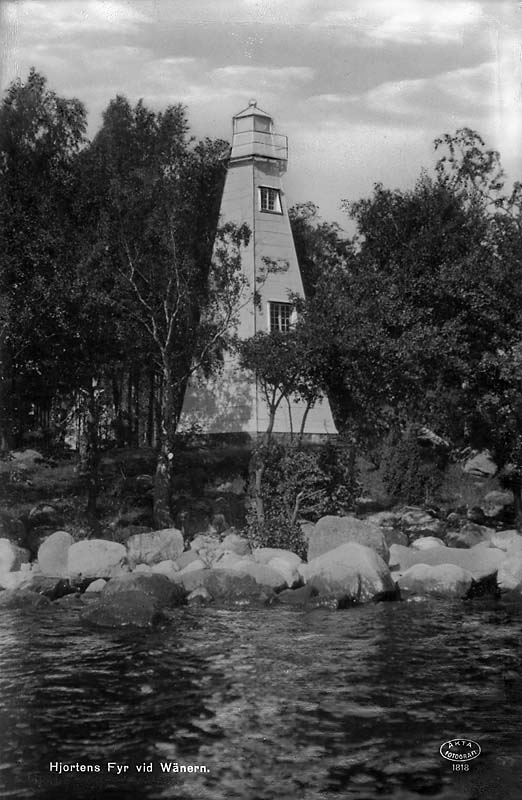
Hjortens fyr vid Wänern, vykort från 1930-talet. Riksantikvarieämbetet.

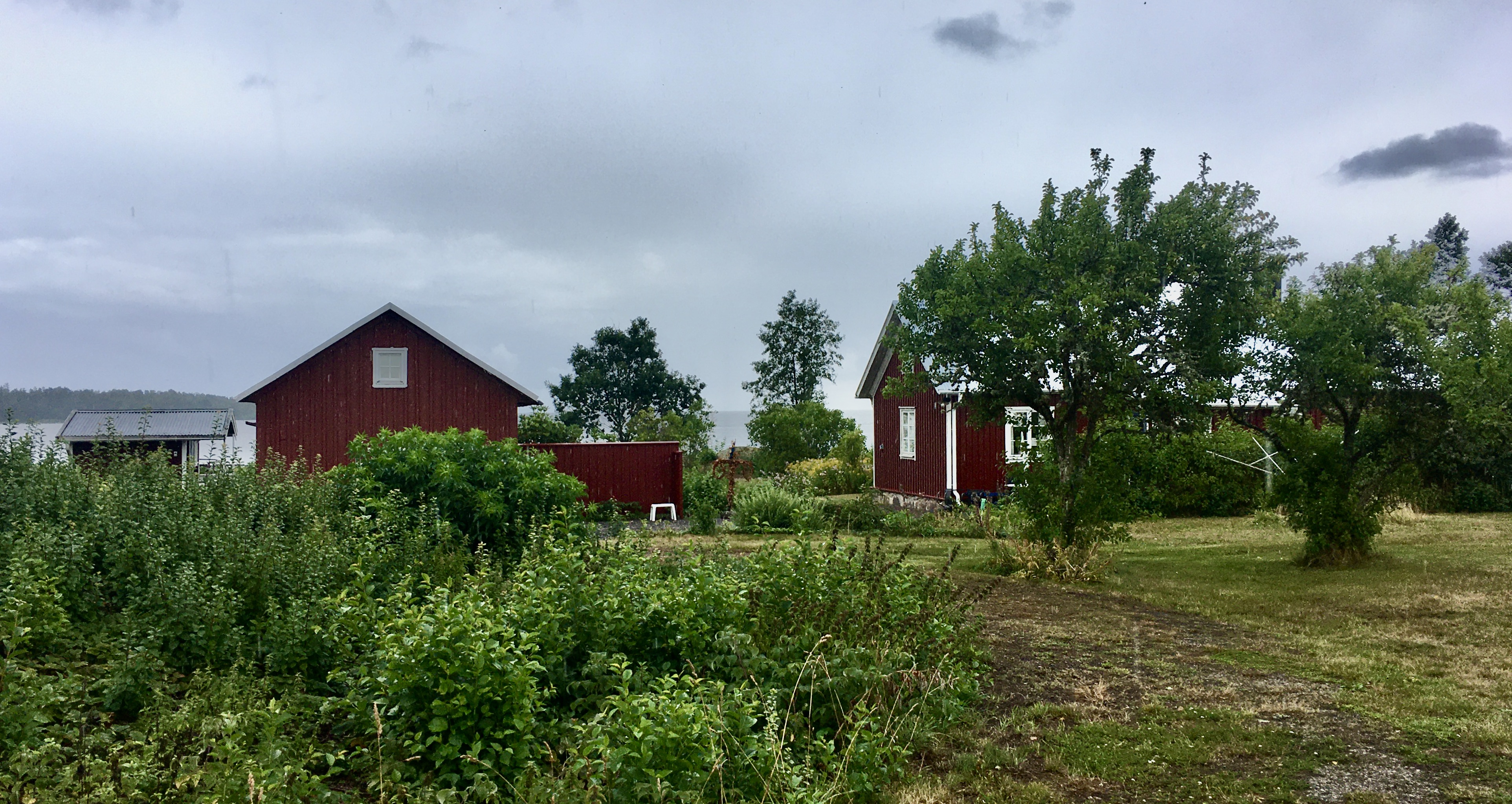
Fyrvaktarbostaden vid Hjortens udde.

Hjortens udde är ett näs med fyrplats i västra Vänern i Grinstads socken, Melleruds kommun. Udden ingår i ett område av riksintresse för naturvården. Ur kulturmiljösynpunkt är den en av Vänerns äldsta och mest förnämliga fyrplatser. Angöringsfyren är en av de äldsta nu stående trätornsfyrarna i Sverige. Då Göta kanal invigdes 1832 följde en ökad sjöfart på Vänern och därmed ett ökat behov av fyrar i området. Hjortens fyrplats är ett statligt byggnadsminne sedan den 7 december 2017.

## Historik
År 1852 uppfördes det cirka 15 meter höga sexkantiga fyrtornet, efter ritningar av fyringenjören Nils Gustaf von Heidenstam vid Kungl. Lotsstyrelsen. von Heidenstam kom att bli mest känd som upphovsman till de stora järnfackverkstornen – ”Heidenstamsfyrarna”. På 1850-talet ritade han dessutom ett antal fyrar med trätorn, exempelvis Malörens fyr vid Norrbottenskusten (1851) och den numera nedlagda fyren Fjuk i Vättern (1852-1889) samt även de nordvästra fyrarna på Gotska Sandön (1859).
Fyrplatsen har mycket starka band till sjöfartens och sjösäkerhetens historia i Vänern. Den har en särprägel genom den dubbla kopplingen till både Kronan och Seglationsstyrelsen. Farvattnen vid Hjortens udde med grunden utanför räknas till de besvärligare i hela Vänern. Åtskilliga svåra tillbud och förlisningar har inträffat här under lång tid. På 1810-talet blev Hjorten ett eget lotsdistrikt. I äldre handlingar kallas ofta fyren för Hjortuddens fyr. Hjortens udde är den enda äldre fyrplats i Vänern, som Kronan inrättat och drivit i egen regi.

## Fyrplatsen och fyren
Hjortens fyrtorn är uppfört med en kraftig stolpverksstomme och påminner mycket om fyren i Skoghall och de andra stora trätornen från 1850-talet i Vänern. Fyrtornet var först spåntäckt och målat i vitt och grått. År 1895 blev det målat helvitt. Sedan tidigt 1900-tal har tornet fasadbeklädnad med vita släta plåtar. På översta våningen är de småspröjsade fönstren ursprungliga, de övriga är nytillverkade. Annars är tornet inte mycket förändrat sedan 1800-talet. Frånsett sentida installationer i bottenvåningen är interiören väl bibehållen. I lanterninen står den stora glaslinsen på hållare av trä. Av särskilt intresse är den i drift varande gasreserven från 1950-talet.
Sjöfartsverket äger fortfarande Hjorten, men sedan 1899 förvaltar Seglationsstyrelsen fyrplatsen och svarar för verksamheten. Fyrvaktarbostället är uthyrt till privatbostad. Hjorten räknas som en ljusstark kustfyr. Från början hade fyren fast vitt sken, den nuvarande fyrkaraktären tillkom 1895. År 1873 hade fyren en sideral-lampa. En roterande spegel installerades 1895. År 1954 helautomatiserades fyren och fotogenbelysningen byttes då ut mot direktel kompletterad med en gasreserv från AGA.
Eftersom merparten av bebyggelsen uppförts av Kronan skiljer sig byggnadernas utseende delvis från Seglationsstyrelsens fyrvaktarboställen. Bostadshuset är ovanligt långsträckt. Det byggdes ursprungligen 1852, men blev tillbyggt 1872 för att inrymma två bostäder, eftersom det fanns två fyrvaktare. Huset har blivit moderniserat i mitten av 1900-talet, men bibehåller mycket av den äldre prägeln. Till fyrvaktarbostället hör även en uthuslänga och en bodlänga från 1800-talets senare del, samt förrådsbod och dass. Ovanligt nog är även den stora murade eldstaden för tvättgrytan bevarad.
Av särskilt intresse är också att fyrvaktarbostället har en ”båtkrake” i behåll, byggd av återanvända båthalvor på 1920- eller 30-talet. Sådana mycket enkla små förrådsbodar har haft stark hemortsrätt vid Vänerns stränder, men är numera alltmer en sällsynthet. En byggnad, som minner om sjösäkerhetens utveckling, är den tidigare raketboden, där raketer för sjöräddning förvarades. Den byggdes i mitten av 1900-talet när Hjorten hade en sjöräddningsstation. Hjortens hamn ligger öppet ut mot sjön och kan vara svår att gå in i och ut ur. I sådana lägen användes en raketvagn för att skjuta iväg räddningslinor från stranden ut till fartyg, som var i nöd. Sedan 1993 har Hjorten en referensstation för satellitnavigering.

## Personalen
Den förste som svarade för fyrningen hette Philibert Söderkvist. Biträdande fyrvaktare var då Sven Fredrik Svensson. Hjorten hade nämligen två fyrvaktartjänster fram till år 1900. Fyrvaktare under det senare 1800-talet var först K. W. von Sydow och senare Johannes Börjesson. Biträdande fyrvaktare var då Anton Dannberg. Fyrvaktare vid 1900-talets början var Karl Persson som tjänstgjorde mellan 1900 och 1916. Han efterträddes av sonen Anton Persson 1917–21.
Därefter följde Johan Edblom 1922–24. Karl Johansson från Ormedalen på Lurö kom till Hjorten 1925 och var verksam till 1951. Hans hustru Elin var dotter till fyrvaktare Nils Andreasson på Stånguddens fyr söder om Lurö. Nils Johansson efterträdde fadern som fyrvaktare på Hjorten från 1951 till 1976. Efter honom kom Folke Östman, som tjänstgjorde fram till att bemanningen på Hjorten upphörde 1982.

## Fotogalleri

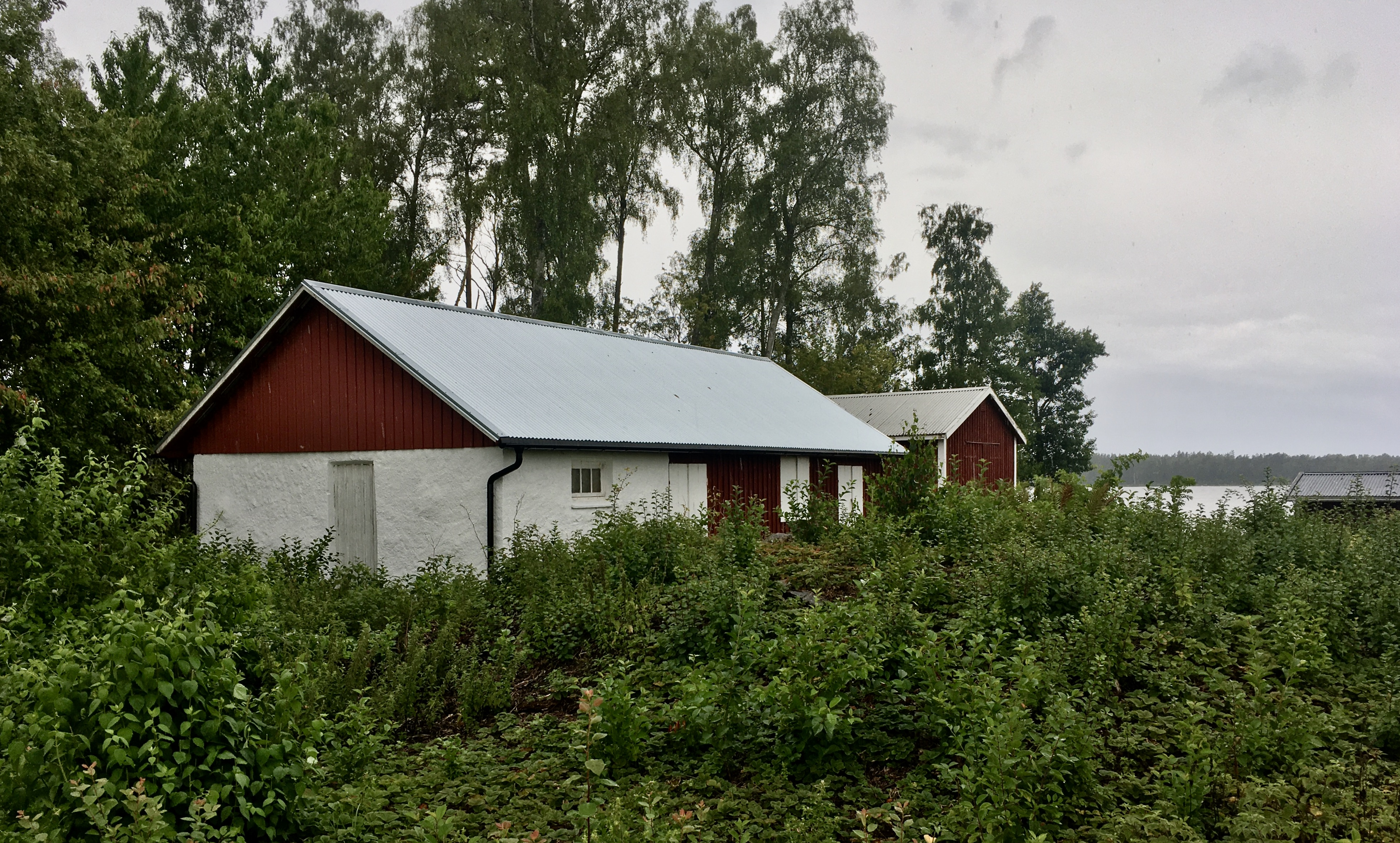
Uthus vid fyrvaktarbostaden.
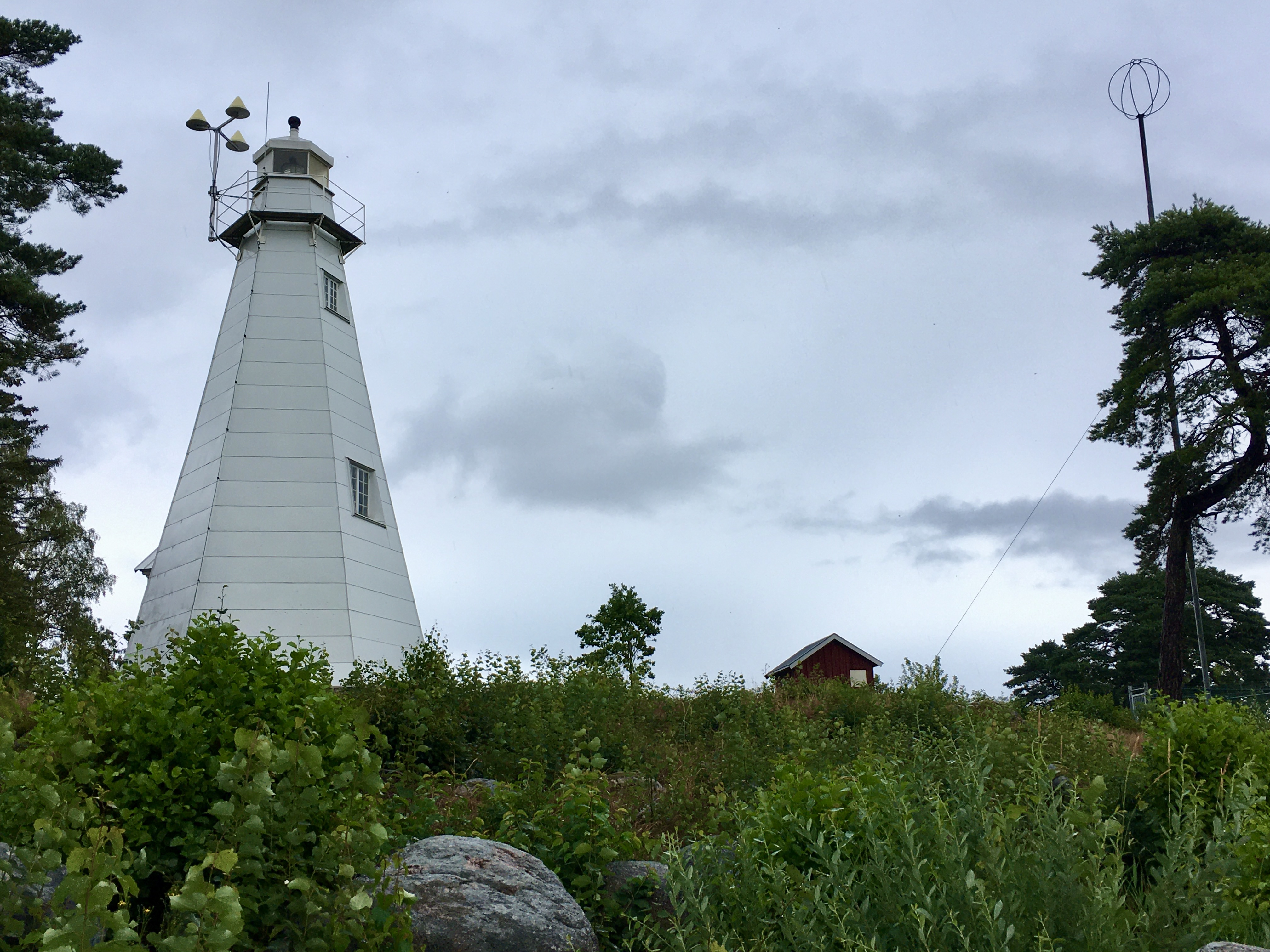
Fyr och radiomast.
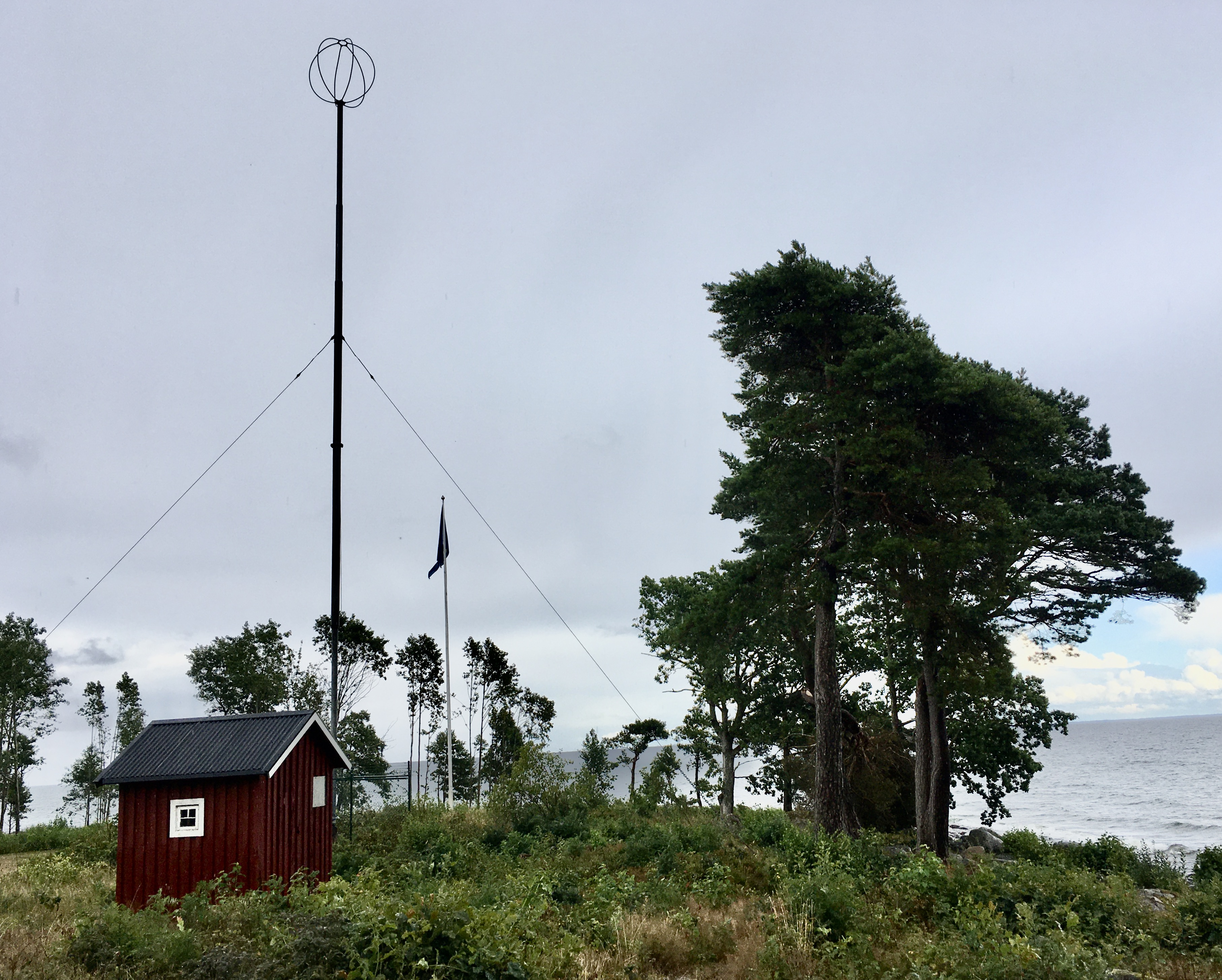
Radiomasten vid fyren.
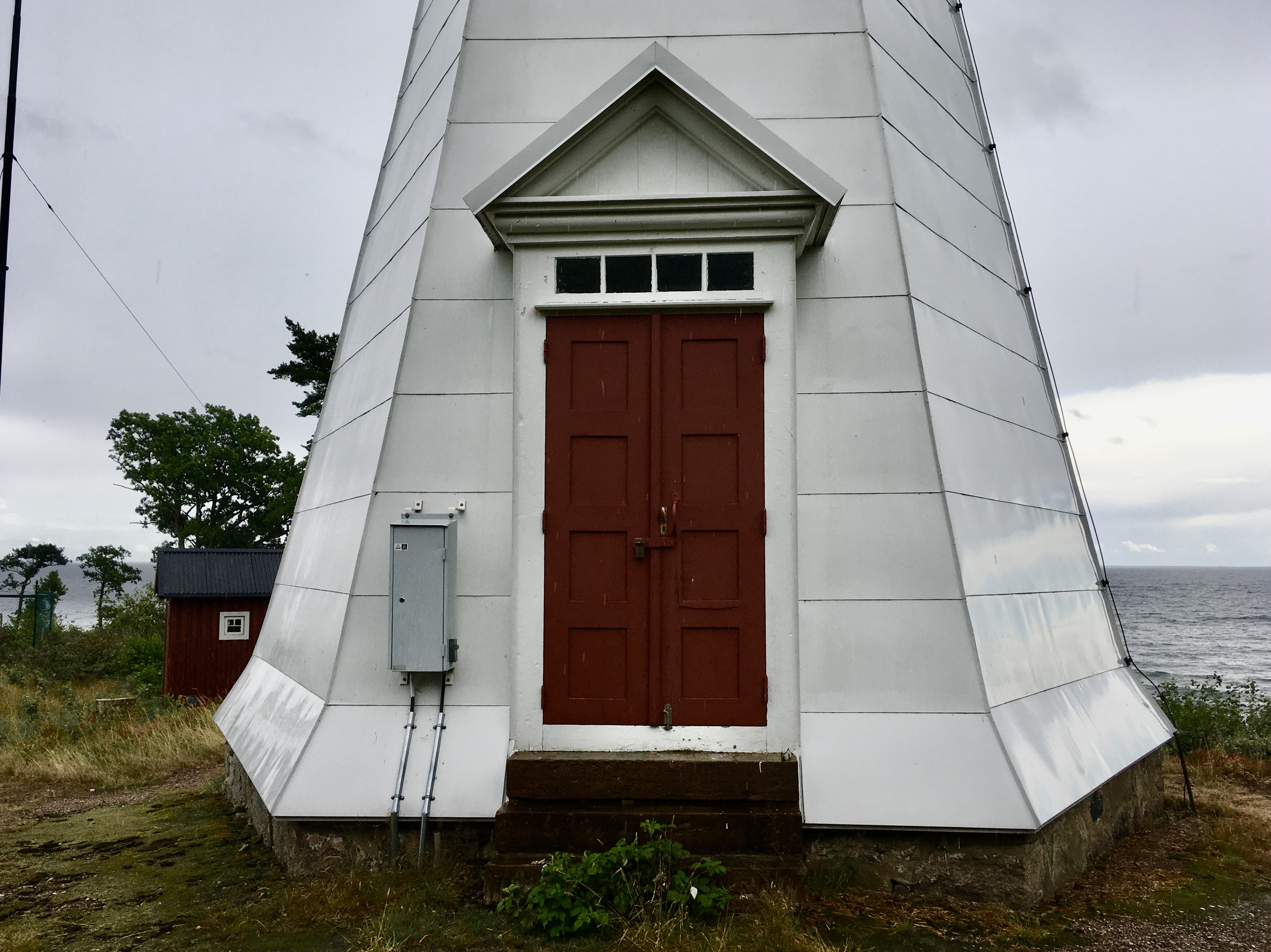
Ingången till fyren.
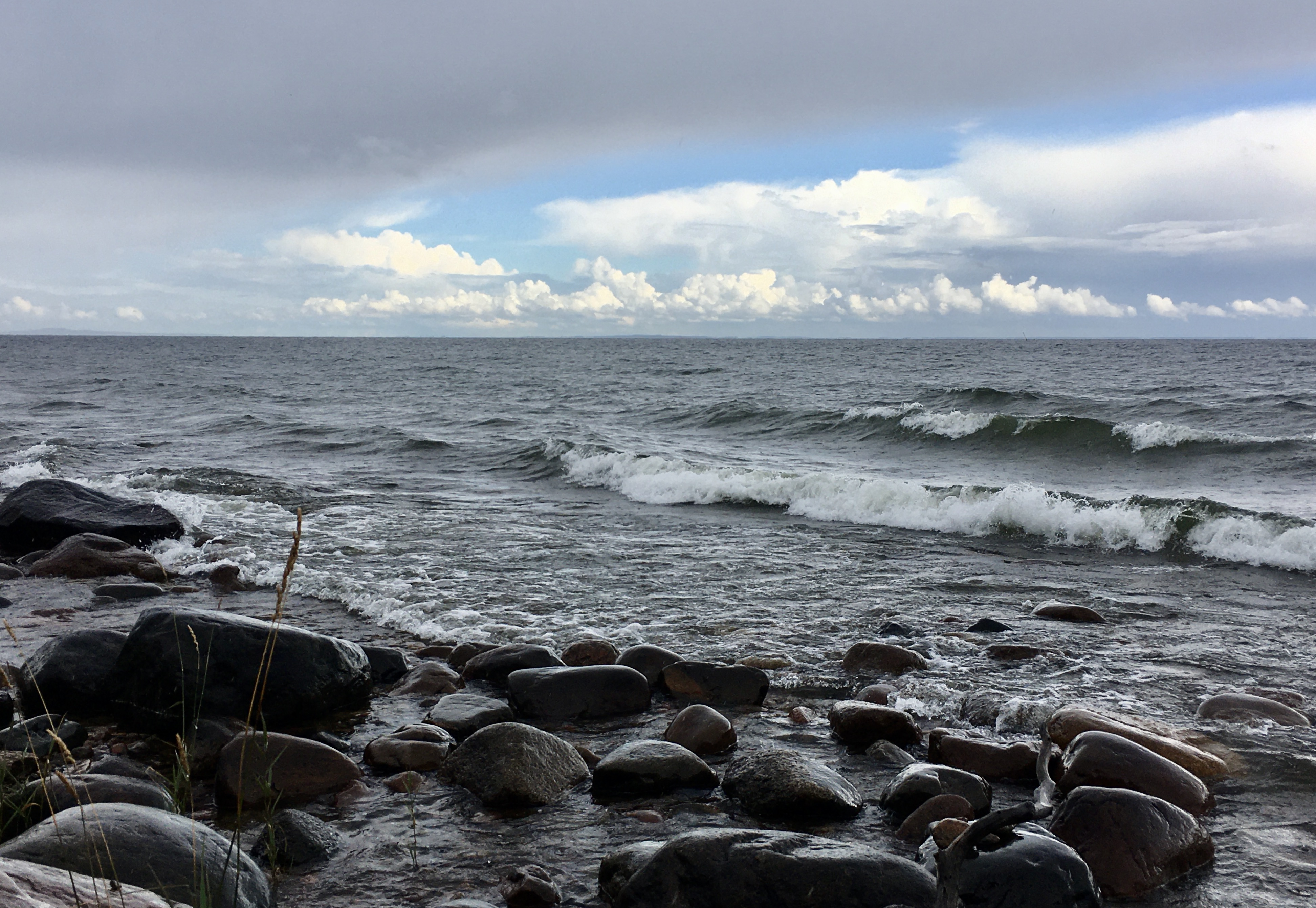
Stranden vid Hjortens udde.
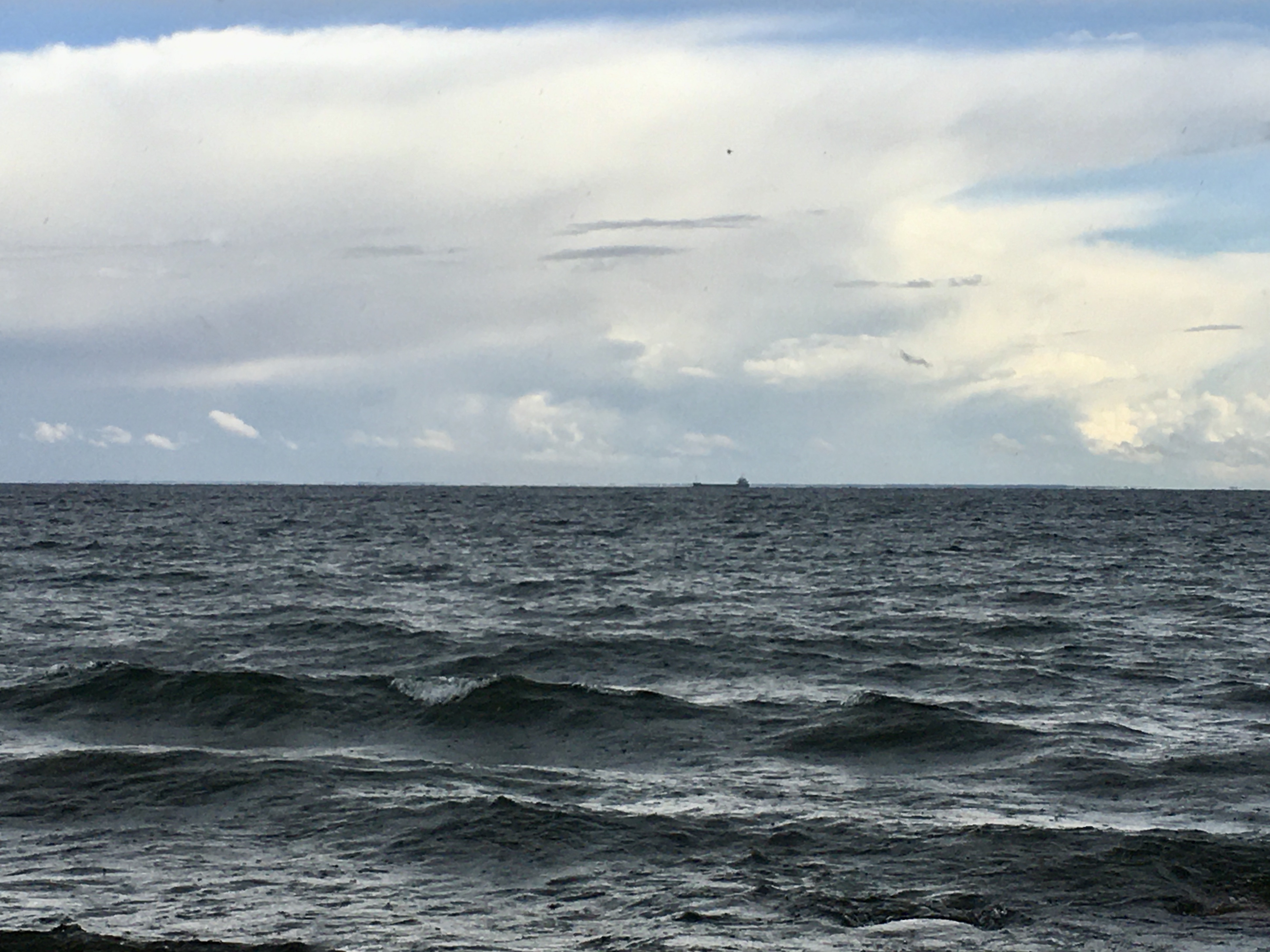
Fartyg siktat långt ute på Vänern från Hjortens udde.